# 舞空瞳
舞空 瞳（まいそら ひとみ、8月27日 - ）は、元宝塚歌劇団星組トップ娘役。
神奈川県横浜市、北鎌倉女子学園中学校出身。身長164cm。血液型A型。愛称は「ひっとん」、「なこ」。

## 来歴
2014年、宝塚音楽学校入学。音楽学校卒業時には小林一三賞を受賞。
2016年、音楽学校卒業後、宝塚歌劇団に102期生として首席入団。星組公演「こうもり／THE ENTERTAINER!」で舞空 美瞳（まいそら みみ）として初舞台。同年4月26日付で舞空 瞳へと改名し、花組に配属。
2017年の阪急阪神初詣ポスターモデルに起用される。同年の「ハンナのお花屋さん」（TBS赤坂ACTシアター公演）で、タイトルロールとなるハンナ役に抜擢。
2018年の「ポーの一族」新人公演で、主要キャストとなる主人公の妹メリーベル役（本役：華優希）を演じる。同年の「MESSIAH」で新人公演初ヒロイン。続く「メランコリック・ジゴロ」で全国ツアー公演初ヒロイン。
2019年4月29日付で星組へと組替え。同年、紅ゆずる・綺咲愛里トップコンビ退団公演となる「GOD OF STARS」で、2度目の新人公演ヒロイン。併演ショー「エクレール ブリアン」で初のエトワール。同年10月14日付で星組トップ娘役に就任。礼真琴の相手役として、「ロックオペラ モーツァルト」（梅田芸術劇場・東京建物 Brillia HALL公演）でトップコンビお披露目。礼とは共に首席入団のトップコンビとなった。
2024年12月1日、「記憶にございません!／Tiara Azul」東京公演千秋楽をもって、宝塚歌劇団を退団。
退団後は栄養士の資格を取得すべく、2025年4月から栄養学の勉強を始める。
2025年7月8日、オフィシャルサイト兼ファンクラブ「舞空瞳 OFFICIAL SITE」を開設。

## 宝塚歌劇団時代の主な舞台

### 初舞台
- 2016年3 - 4月、星組『こうもり』『THE ENTERTAINER!』（宝塚大劇場のみ）

### 花組時代
- 2016年11 - 2017年2月、『雪華抄（せっかしょう）』『金色（こんじき）の砂漠』 - ビルマーヤ（回想）
- 2017年6 - 8月、『邪馬台国の風』 - 新人公演：イサカ（本役：城妃美伶）『Santé!!』
- 2017年10月、『ハンナのお花屋さん-Hanna's Florist-』（TBS赤坂ACTシアター） - ハンナ[6][10][7][1]
- 2018年1 - 3月、『ポーの一族』 - ホテルのメイド、新人公演：メリーベル（本役：華優希）[6][7]
- 2018年5月、『Senhor CRUZEIRO（セニョール クルゼイロ）!』（バウホール） - バルバラ
- 2018年7 - 10月、『MESSIAH（メサイア）-異聞・天草四郎-』 - 萬、新人公演：流雨（本役：仙名彩世）『BEAUTIFUL GARDEN-百花繚乱-』 新人公演初ヒロイン[10][6][11][7]
- 2018年11 - 12月、『メランコリック・ジゴロ』 - フェリシア『EXCITER!!2018』（全国ツアー） 全国ツアー初ヒロイン[11][7]
- 2019年2 - 4月、『CASANOVA』 - マノン・バレッチ、新人公演：コンデュルメル夫人（本役：鳳月杏）

### 星組時代
- 2019年7 - 10月、『GOD OF STARS -食聖-』 - クリスティーナ・チャン、新人公演：アイリーン・チョウ（本役：綺咲愛里）『Éclair Brillant（エクレール ブリアン）』 新人公演ヒロイン[13][14]、初エトワール[7]

### 星組トップ娘役時代
- 2019年11 - 12月、『ロックオペラ モーツァルト』（梅田芸術劇場・東京建物 Brillia HALL） - コンスタンツェ・ウェーバー トップお披露目公演[7][18]
- 2020年2 - 3月、『眩耀（げんよう）の谷〜舞い降りた新星〜』 - 瞳花『Ray-星の光線-』（宝塚大劇場） 大劇場トップお披露目公演[1][18]
- 2020年7 - 9月、『眩耀（げんよう）の谷〜舞い降りた新星〜』 - 瞳花『Ray-星の光線-』（東京宝塚劇場）[2]
- 2020年11月、『エル・アルコン-鷹-』 - ギルダ・ラバンヌ『Ray-星の光線-』（梅田芸術劇場）[19][20][2]
- 2021年2 - 5月、『ロミオとジュリエット』 - ジュリエット[19]
- 2021年7月、『VERDAD（ヴェルダッド）!!』（舞浜アンフィシアター）[21]
- 2021年9 - 12月、『柳生忍法帖』 - ゆら『モアー・ダンディズム!』[22]
- 2022年2月、『王家に捧ぐ歌』（御園座） - アイーダ[23]
- 2022年4 - 7月、『めぐり会いは再び next generation-真夜中の依頼人（ミッドナイト・ガールフレンド）-』 - アンジェリーク『Gran Cantante（グラン カンタンテ）!!』[24]
- 2022年9月、『モンテ・クリスト伯』 - メルセデス『Gran Cantante（グラン カンタンテ）!!』（全国ツアー）[25]
- 2022年11 - 2023年2月、『ディミトリ〜曙光に散る、紫の花〜』 - ルスダン『JAGUAR BEAT-ジャガービート-』[26]
- 2023年3 - 4月、『バレンシアの熱い花』 - イサベラ『パッション・ダムール・アゲイン!』（全国ツアー） エトワール[27]
- 2023年6 - 8月、『1789-バスティーユの恋人たち-』 - オランプ・デュ・ピュジェ[28]
- 2023年10 - 11月、『ME AND MY GIRL』（博多座） - サリー・スミス[29]
- 2024年1 - 4月、『RRR×TAKA"R"AZUKA〜√Bheem〜（アールアールアール バイ タカラヅカ〜ルートビーム〜）』 - ジェニファー（ジェニー）『VIOLETOPIA（ヴィオレトピア）』[30]
- 2024年8 - 12月、『記憶にございません!』 - 黒田聡子『Tiara Azul-Destino-（ティアラ・アスール ディスティーノ）』 退団公演[15]

## 出演イベント
- 2018年12月、タカラヅカスペシャル2018『Say! Hey! Show Up!!』
- 2019年5月、鳳月杏ディナーショー『NEXT ONE』
- 2019年10月、第55回『宝塚舞踊会〜祝舞御代煌（いわいまうみよのきらめき）〜』[7]
- 2019年12月、タカラヅカスペシャル2019『Beautiful Harmony』
- 2024年5月、舞空瞳ミュージック・サロン『Dream in a Dream〜永遠の夢の中に〜』 主演[15]

## 広告
- 2017年、『阪急阪神』初詣ポスターモデル[10][9]
- 2019年11月 - 、『オリックスグループ』[18][1]

## 受賞歴
- 2019年、『宝塚歌劇団年度賞』 - 2018年度新人賞[12]
- 2021年、『阪急すみれ会パンジー賞』 - 娘役賞[31]
- 2023年、『宝塚歌劇団年度賞』 - 2022年度優秀賞[32]